# OpenCASCADE

Open Cascade Technology (OCCT). Колишня назва – CAS.CADE. Це платформа з відкритим сирцевим кодом для розробки 3D САПР (CAD), АСТПВ (CAM) та CAE. Розробляється та підтримується Open Cascade SAS.

## Історія

### Витоки
CAS.CADE (скорочено з англ. "Computer Aided Software for Computer Aided Design and Engineering" — комп'ютерне програмне забезпечення для комп'ютерного проєктування та інженерії) було розроблено на початку 1990-х французькою компанією Matra Datavision, розробником програмного забезпечення Euclid CAD.
В 1998 р. Matra Datavision змінює напрям роботи і відмовляється від розробки програмного забезпечення, щоб сконцентруватися на наданні послуг. Більшість засобів з розробки програмного забезпечення було продано Dassault Systèmes.

### Відкрите програмне забезпечення
У 1999 р. Matra Datavision вирішує опублікувати CAS.CADE під відкритою ліцензією Open CASCADE Technology Public License .
В 2000 р. з метою створення навколо платформи Open Cascade, було створено окрему компанію Open Cascade SAS. 

### Відгалудження
В березні 2011 р. Томас Павіот був ініціатором створення відгалудження бібліотеки. Цей проєкт отримав назву Open Cascade Community Edition. Головною метою проєкту є формування стабільного процесу випуску нових версій та процесу багтрекінгу. 

### Портал розробника
У грудні 2011 р. Open Cascade SAS відкриває вебпортал для зовнішніх розробників , створює багтрекер та git-сховище . Відповідно до заяв на новому порталі, зовнішні розробники заохочуються до участі у розробці.

### Зміна ліцензії
З релізом 18 грудня 2013 року версії 6.7.0 Open Cascade Technology доступна під ліцензією LGPL 2.1 з певним виключенням.  Версії до цього ліцензовані за "Open Cascade Technology Public License", яка не є сумісною з GPL. 

## Functionality

### Бібліотека об'єктів
- Базові класи
- Моделювання даних
- Алгоритми моделювання
- Візуалізація
- Обмін даними: можливість імпорту спеціалізованих форматів 
 STEP, IGES, glTF, OBJ, STL та VRML підтримуються нативно[12]. Інші формати можна імпортувати з використанням плагінів[13]
- Бібліотека графічних інтерфейсів

## Області застосування
- повітроплавання;
- аерокосмічна галузь;
- автомобільна галузь;
- енергетика;
- ядерна енергетика;
- оборонна галузь;
- суднобудівна галузь;
- біомедична інженерія;
- географічні інформаційні системи.

## Програмне забезпечення, що базується на Open Cascade Technology
- FreeCAD - вільна 3D САПР загального призначення.